# پنه (ابروتزو)
پنه (به ایتالیایی: Penne) یک کومونه در ایتالیا است که در استان پسکارا واقع شده‌است. پنه ۹۱ کیلومتر مربع مساحت و ۱۲٬۴۵۱ نفر جمعیت دارد و ۴۳۸ متر بالاتر از سطح دریا واقع شده‌است.